# Markwerben
Markwerben este o comună din landul Saxonia-Anhalt, Germania.